# Cynodonichthys
Genre
Cynodonichthys est un genre de poissons de la famille des Rivulidae et de l'ordre des Cyprinodontiformes. Les différentes espèces sont natives d'Amérique du Sud.

## Espèces
- Cynodonichthys azurescens
- Cynodonichthys birkhahni
- Cynodonichthys boehlkei
- Cynodonichthys brunneus
- Cynodonichthys chucunaque
- Cynodonichthys elegans
- Cynodonichthys frommi
- Cynodonichthys fuscolineatus
- Cynodonichthys glaucus
- Cynodonichthys godmani
- Cynodonichthys hendrichsi
- Cynodonichthys hildebrandi
- Cynodonichthys isthmensis
- Cynodonichthys kuelpmanni
- Cynodonichthys leucurus
- Cynodonichthys magdalenae
- Cynodonichthys monikae
- Cynodonichthys montium
- Cynodonichthys myersi
- Cynodonichthys pacificus
- Cynodonichthys pivijay
- Cynodonichthys ribesrubrum
- Cynodonichthys rubripunctatus
- Cynodonichthys siegfriedi
- Cynodonichthys sucubti
- Cynodonichthys tenuis (type)
- Cynodonichthys uroflammeus
- Cynodonichthys villwocki
- Cynodonichthys wassmanni
- Cynodonichthys weberi
- Cynodonichthys xi